# Tastemaker
Albums de Pittsburgh Slim
Steezington Ave
(2011)
Tastemaker est le premier EP du rappeur de Pittsburgh Slim, sorti le 4 décembre 2007 sous le label Def Jam Recordings.

## Liste des titres
1. Pittsburgh Slim - 2:57
2. Superstar Extraordinaire - 3:23
3. My Flashy World - 3:34
4. Girls Kiss Girls - 3:04
5. Sunrays - 2:27
6. Kiss and Tell - 2:49
7. Toy - 3:28

## Vidéoclip
- Girls Kiss Girls : avec Krista Ayne, réalisé par Ray Kay (en) et produit par Skibeatz (en) - 3:49